# Хавер Норт (Монтана)
Хавер Норт (енгл. Havre North) насељено је место без административног статуса у америчкој савезној држави Монтана.

## Демографија
По попису из 2010. године број становника је 716, што је 257 (-26,4%) становника мање него 2000. године.
| Група             | 2000.       | 2010.       |
| Белци             | 857 (88,1%) | 595 (83,1%) |
| Афроамериканци    | 1 (0,1%)    | 2 (0,3%)    |
| Азијати           | 1 (0,1%)    | 2 (0,3%)    |
| Хиспаноамериканци | 7 (0,7%)    | 14 (2,0%)   |
| Укупно            | 973         | 716         |